# Agama bocourti
Agama bocourti е вид влечуго от семейство Agamidae.

## Разпространение
Видът е разпространен в Гамбия и Сенегал.